# Microdytes eliasi
Microdytes eliasi (лат.) — вид жуков-плавунцов рода Microdytes из подсемейства Hydroporinae (Dytiscidae). Длина менее 2 мм. Юго-Восточная Азия: Таиланд, Камбоджа. Вид назван в честь Elias Bramböck (Вена, Австрия). В Таиланде этот вид был собран в небольших ручьях на небольшой высоте ниже 200 м.

## Описание
Жуки мелких размеров; длина овального тела менее 2 мм (1,64—1,85 мм). От близких видов отличаются следующими признаками:
тело более правильной овальной формы; две части срединной доли расширены латерально на вершине; кончики парамер сужены; пунктуры надкрылий одного типа.
Окраска. Голова красновато-коричневая. Пронотум красновато-коричневый, узко тёмно-коричневый по переднему и заднему полям. Надкрылья тёмно-коричневые с желтовато-коричневыми отметинами, образующими отчётливую поперечную полосу у основания, не доходящую до шва, соединённую по боковому краю с заднесрединной поперечной боковой полосой, с небольшим заднесрединным пятном у шва и треугольным пятном у вершины. Вентральная поверхность головы, проторакс и надкрылья желтовато-коричневые; грудь и брюшные вентриты красновато-коричневые до тёмно-коричневых. Ноги, усики и щупики желтовато-коричневые.

## Систематика
Вид был впервые описан в 2023 году японским энтомологом Ryohei Okada (Coleopterological Society of Japan, National Museum of Nature and Science, Tsukuba, Япония) и австрийским колеоптерологом Günther Wewalka (Вена, Австрия). Microdytes eliasi похож на виды M. maculatus и M. feryi по габитусу и окраске.